# Горная червяга
Горная червяга (лат. Boulengerula taitana) — вид безногих земноводных семейства Herpelidae. Эндемик Кении, обитает только на склонах горы Таита.
Общая длина достигает 33—34,8 см. Наблюдается половой диморфизм: самец крупнее самки. Голова небольшая. Туловище стройное, червеобразное, разделено на многочисленные сегменты. Окраска тела однотонная — синеватого или голубого цвета.
Любит горные леса, плантации. Практически всю жизнь проводит в земле, роя в почве ходы. Только во время сильных дождей может выходить на поверхность. Особенно часто встречается под опавшими листьями неподалеку от деревьев или под гнилыми брёвнами. Встречается на высоте от 1430 до 1910 м над уровнем моря. Активна ночью. Питается термитами, дождевыми червями, муравьями.
Спаривание происходит с октября по декабрь под землёй. Здесь, в норе, самка откладывает 5—9 яиц. У этого животного происходит прямое развитие в яйце, из которого выходят уже маленькие червяги. Детёныши питаются кожей самки, которая время от времени становится мягкой и рыхлой. В это время в эпителии увеличивается количество жира. За неделю самка теряет 14 % своего веса.